# 飛騨街道
飛騨街道（ひだかいどう）は、越中国（現・富山県）の富山と飛騨国（現・岐阜県）高山を結ぶ街道である。越中街道、飛騨高山道（ひだたかやまみち）という別称も持つ。また、江戸時代は富山で穫れた貴重な「越中ぶり」が大量に運ばれていたことから、『ぶり街道』と呼ばれていた。

## 概要
当街道は飛騨へ米や塩、魚、飛騨からの鉱物などを運搬する運送路として神通川右岸に東街道、左岸に西街道が通り、他藩との境界である猪谷には、東街道は加賀藩、西街道は富山藩の口留番所（関所）が設けられた。
東街道（越中東街道）は、近世初期までは富山から布市、船倉を経由する布市往来が主で、小黒までは7 - 6尺、今生津までは3 - 4尺、今生津より先は2 - 3尺の道幅であった。その後、富山から下熊野、大久保、八木山を経て笹津を通る往来が主に利用される様になり、道幅も富山と笹津間は6尺であった。
一方の西街道（越中西街道）は、富山市五福から安田、下井沢、城生を通り、神通川左岸を経由して宮川沿いに飛騨に出る道で、道幅は下条まで2間、城生まで5尺、神通川沿いは3尺、蟹寺より先は2尺であった（詳細は、越中西街道を参照）。
1884年、飛騨街道を巾3間に拡幅する工事が受刑者の手によって開始された。1942年には、富山市蜷川地区が舗装された。